# خط طول 162° شرق
خط طول 162° شرق هو أحد خطوط الطول الجغرافية، والتي تمتد من القطب الشمالي الجغرافي إلى القطب الجنوبي الجغرافي، وحسب التحويل الزمني يتقدم خط طول 162° شرق عن خط غرينتش بـ10 ساعة و48 دقيقة.

## من القطب إلى القطب
ينطلق خط طول 162° شرق من القطب الشمالي نحو القطب الجنوبي مرورا بالمناطق التي ترد في الجدول التالي:
| الإحداثيات                           | البلد أو الإقليم أو البحر | ملاحظات |
| ------------------------------------ | ------------------------- | --- |
| 90°0′N 162°0′E / 90.000°N 162.000°E  | المحيط المتجمد الشمالي    | |
| 75°51′N 162°0′E / 75.850°N 162.000°E | بحر سيبيريا الشرقي        | Passing between the Medvyezhi Islands, ياقوتيا, روسيا (في 70°40′N 162°0′E / 70.667°N 162.000°E) |
| 69°33′N 162°0′E / 69.550°N 162.000°E | روسيا                     | ياقوتيا أوكروغ تشوكوتكا الذاتية — من 68°21′N 162°0′E / 68.350°N 162.000°E ماغادان أوبلاست — من 64°48′N 162°0′E / 64.800°N 162.000°E |
| 61°22′N 162°0′E / 61.367°N 162.000°E | بحر أوخوتسك               | Penzhin Bay |
| 60°26′N 162°0′E / 60.433°N 162.000°E | روسيا                     | كراي كامشاتكا — شبه جزيرة كامشاتكا |
| 55°55′N 162°0′E / 55.917°N 162.000°E | المحيط الهادئ             | |
| 54°58′N 162°0′E / 54.967°N 162.000°E | روسيا                     | كراي كامشاتكا — شبه جزيرة كامشاتكا |
| 54°42′N 162°0′E / 54.700°N 162.000°E | المحيط الهادئ             | مرورا بغرب آتول إنيويتوك atoll, جزر مارشال (في 11°30′N 162°5′E / 11.500°N 162.083°E) · مرورا بشرق the جزيرة Ulawa, جزر سليمان (في 9°42′S 161°59′E / 9.700°S 161.983°E) · مرورا بشرق the جزيرة Malaupaina, جزر سليمان (في 10°14′S 161°59′E / 10.233°S 161.983°E) |
| 10°29′S 162°0′E / 10.483°S 162.000°E | جزر سليمان                | جزيرة ماكيرا [لغات أخرى]‏ |
| 10°48′S 162°0′E / 10.800°S 162.000°E | بحر المرجان               | |
| 27°28′S 162°0′E / 27.467°S 162.000°E | المحيط الهادئ             | |
| 60°0′S 162°0′E / 60.000°S 162.000°E  | المحيط الجنوبي            | مرورا بغرب Young Island, جزر باليني, المطالب الإقليمية بالقارة القطبية الجنوبية by نيوزيلندا (في 66°20′S 162°7′E / 66.333°S 162.117°E) |
| 70°23′S 162°0′E / 70.383°S 162.000°E | القارة القطبية الجنوبية   | منطقة روس, المطالب الإقليمية بالقارة القطبية الجنوبية by نيوزيلندا |